# 奈安瓜 (密蘇里州)
奈安瓜（英語：Niangua）是位於美國密蘇里州韋伯斯特縣的城市。

## 人口
根據2020年美國人口普查的數據，奈安瓜的面積為1.06平方千米，皆為陸地。當地共有人口390人，而人口密度為每平方千米368人。